# Toulo de Graffenried
Báró Emanuel 'Toulo' de Graffenried (Párizs, 1914. május 18. – Lonay, 2007. január 22.) svájci autóversenyző, volt Formula–1-es pilóta.

## Pályafutása
Számos, a világbajnokságba be nem számító futamon is indult.
Versenyzői karrierje 1936-ban kezdődött. Kezdetben a saját autójával, egy Maserati Voiturette-tel versenyzett. Legtöbb jelentős eredményét hazájában érte el, a nagy kihívást jelentő, macskakövekkel kirakott utcai pályán, Bremgartenben. 1949-ben megnyerte a brit nagydíjat.

## Eredményei

### Teljes Formula–1-es eredménylistája
(Táblázat értelmezése)

(Félkövér: pole-pozícióból indult; dőlt: leggyorsabb kört futott) 

| Év   | Csapat               | Modell              | Motor                 | 1      | 2      | 3     | 4      | 5      | 6      | 7      | 8      | 9      | Helyezés | Pont |
| ---- | -------------------- | ------------------- | --------------------- | ------ | ------ | ----- | ------ | ------ | ------ | ------ | ------ | ------ | -------- | ---- |
| 1950 | Enrico Platé         | Maserati 4CLT/50    | Maserati Straight-4   | GBR Ki | MON Ki | 500   | SUI 6  | BEL    | FRA    | ITA 6  |        |        | -        | 0    |
| 1951 | SA Alfa Romeo        | Alfa Romeo 159      | Alfa Romeo Straight-8 | SUI 5  | 500    | BEL   |        |        |        | ITA Ki | ESP 6  |        | 16.      | 2    |
| 1951 | Enrico Platé         | Maserati 4CLT/50    | Maserati Straight-4   |        |        |       | FRA Ki | GBR    | GER Ki |        |        |        | 16.      | 2    |
| 1952 | Enrico Platé         | Maserati-Platé 4CLT | Maserati Straight-4   | SUI 6  | 500    | BEL   | FRA Ki | GBR 19 | GER    | NED    | ITA NK |        | -        | 0    |
| 1953 | Baron de Graffenried | Maserati A6GCM      | Maserati Straight-6   | ARG    | 500    | NED 5 | BEL 4  | FRA 7  | GBR Ki | GER 5  | SUI Ki | ITA Ki | 8.       | 7    |
| 1954 | Baron de Graffenried | Maserati A6GCM/250F | Maserati Straight-6   | ARG 8  | 500    | BEL   | FRA    | GBR    | GER    | SUI    | ITA    | ESP Ki | -        | 0    |
| 1956 | Scuderia Centro Sud  | Maserati 250F       | Maserati Straight-6   | ARG    | MON    | 500   | BEL    | FRA    | GBR    | GER    | ITA 7  |        | -        | 0    |

## Fordítás
- Ez a szócikk részben vagy egészben  a   Toulo de Graffenried című angol Wikipédia-szócikk fordításán alapul.  Az eredeti cikk szerkesztőit annak laptörténete sorolja fel. Ez a jelzés csupán a megfogalmazás eredetét és a szerzői jogokat jelzi, nem szolgál a cikkben szereplő információk forrásmegjelöléseként.